# 佛得河
佛得河（英語：Verde River）是美國亞利桑那州鹽河的主要支流。发源于沙利文湖大坝下方，長約170英里（270公里），其河口三角洲之平均流量為每秒602立方英尺（17.0立方公尺 /s）。是亞利桑那州最大的常年溪流之一。佛得河流經私人、州、部落和美國國家森林局的土地。也是当地重要的淡水资源。

### 地理概况
佛得河从沙利立湖（Sullivan Lake）出发，沿途流经多个生态区域和地形，包括沙漠、峡谷和草原。河流流经的土地种类多样，包括私人土地、州政府管理区域、部落保留地，以及由美国国家森林局管理的国有森林区域。其中，佛得河流经的部分国家森林包括普雷斯科特国家森林和科科尼诺国家森林，这些区域为当地的动植物提供了宝贵的栖息地。

### 生物多样性
佛得河流域生物多样性丰富，栖息着许多独特的动植物物种。河流的稳定水源支持了多种水生生态系统，吸引了诸如美国白鹭、鹰和各种鱼类等动物。沿岸的森林区域则为哺乳动物和鸟类提供了庇护地。由于该河流域的生态重要性，许多环保组织和当地政府部门一直在推动保护佛得河及其生物多样性。

### 环境保护
佛得河面临的主要环境威胁包括水资源过度使用、污染和开发对自然栖息地的破坏。亚利桑那州近年来人口增长迅速，对水资源的需求不断增加，对佛得河流域的水质和水量产生了显著影响。为了保护河流生态，政府和非政府组织开展了多项保护措施，包括推广节水灌溉技术、恢复沿河植被、设立保护区以及监测水质，以维持河流的自然流量和水质。

### 文化与历史意义
佛得河对亚利桑那州的土著部落和早期居民具有深厚的文化和历史意义。土著居民早期利用佛得河作为水源，支持农业和生活所需。今天，佛得河及其沿岸区域仍是许多户外活动的理想地，包括划船、钓鱼、远足和露营，这不仅促进了当地的旅游业发展，也使更多人认识到该河流的保护重要性。